# Axel Henschke

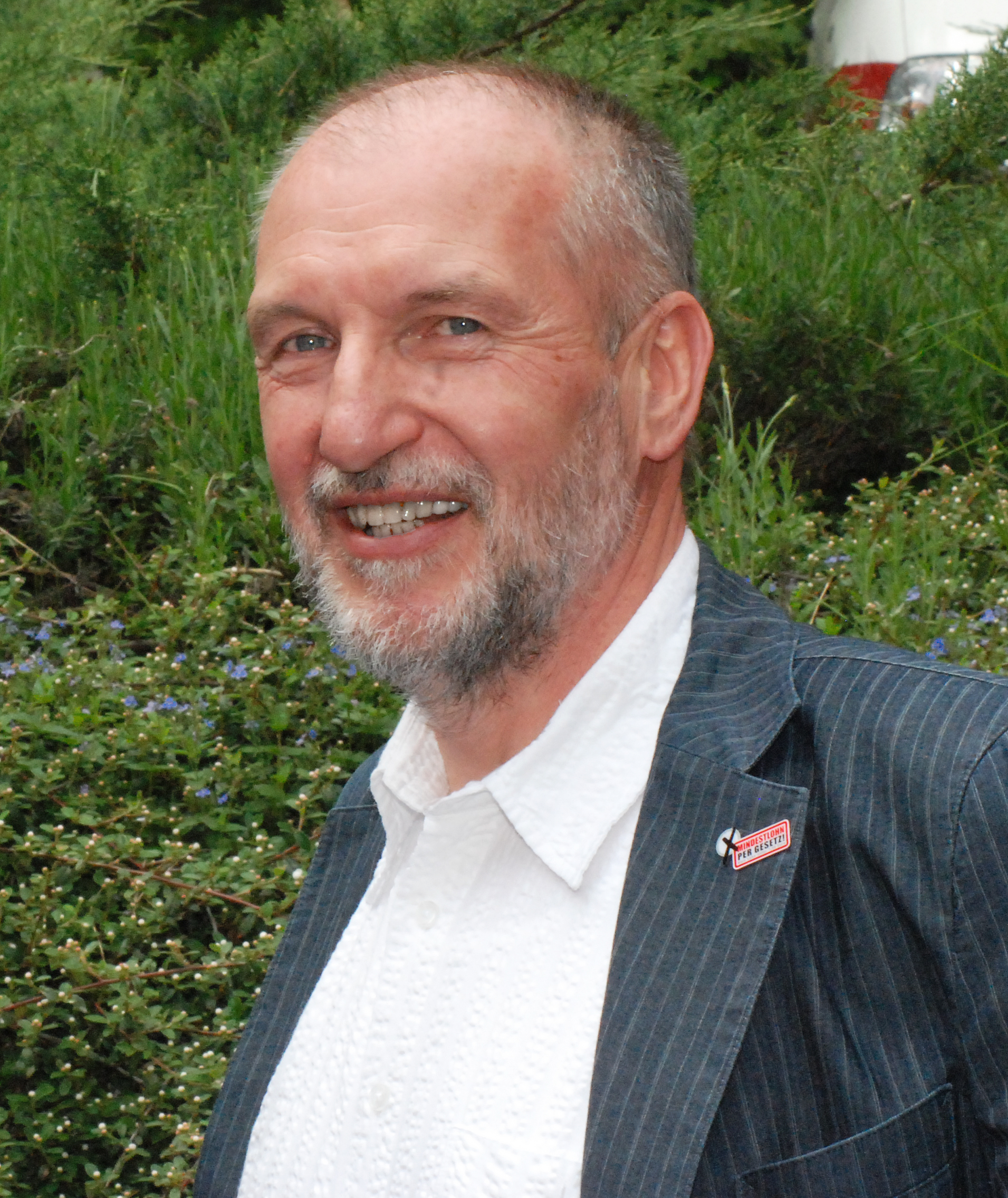
Axel Henschke, 2009

Axel Henschke (* 15. Mai 1952 in Frankfurt (Oder)) ist ein deutscher ehemaliger FDJ- und SED-Funktionär und Politiker (SED, PDS, Die Linke) und war von 2009 bis 2014 Mitglied des Landtages Brandenburg. Er war hauptamtlicher und später inoffizieller Mitarbeiter der DDR-Staatssicherheit.

## Leben
Henschke absolvierte von 1968 bis 1971 eine Berufsausbildung mit Abitur zum BMSR-Mechaniker an der Berufsschule des Eisenhüttenkombinats Ost in Eisenhüttenstadt.
1971 verpflichtete er sich handschriftlich für zehn Jahre als hauptamtlicher Mitarbeiter beim Ministerium für Staatssicherheit der DDR (MfS) in der Bezirksverwaltung in Frankfurt (Oder). Dort war er als Berufssoldat unter anderem für die Bewachung von DDR-Flüchtlingen im MfS-Untersuchungsgefängnis zuständig. In Folge einer längeren Erkrankung 1972 wurde die Diensttauglichkeitsstufe von Henschke herabgesetzt. Damit wurde jedoch die vorgesehene Delegierung zum Hochschulstudium durch die Staatssicherheit nicht mehr nicht mehr in Betracht gezogen. Da die Inaussichtstellung eines Studienplatzes ein wesentlicher Beweggrund für Henschke war, sich für eine hauptamtliche Tätigkeit für das MfS zu verpflichten, bat er schriftlich um seine Entpflichtung beim MfS. Seine Gesuche spiegeln nach Einschätzen von Historikern eine Desillusionierung im Hinblick auf eine Tätigkeit beim MfS wider. Vorgesetzte versuchten, ihn von seinem Entschluss abzukommen. Henschke hielt jedoch an seinem Entlassungsgesuch fest und wurde am 31. August 1973 entlassen.
Ab 1973 war Henschke als Klimatechniker im Halbleiterwerk Frankfurt (Oder) tätig, bevor er von 1975 bis 1976 an der Jugendhochschule der Freien Deutschen Jugend (FDJ) am Bogensee ausgebildet wurde. Im Anschluss wurde Henschke am 1. September 1976 hauptamtlicher FDJ-Sekretär an der Berufsschule des Halbleiterwerkes Frankfurt (Oder). Er bekleidete bis 1978 verschiedene hauptamtliche Funktionen in der FDJ beim Halbleiterwerk und der FDJ-Kreisleitung in Frankfurt (Oder).
Henschke verpflichtete sich nach Unterlagen der BStU am 24. März 1977 durch Handschlag zu einer inoffiziellen Zusammenarbeit mit dem MfS als Gesellschaftlicher Mitarbeiter Sicherheit (GMS) zunächst für die Abteilung XVIII der Bezirksverwaltung Frankfurt (Oder), deren Aufgabe die „Sicherung und Kontrolle der Volkswirtschaft, einschließlich des Außenhandels und des FDGB“ war. Am 9. Dezember 1977 erfolgte während eines Treffens mit dem GMS eine „Übergabe“ an die Abteilung VIII, weil er mittlerweile beruflich in die FDJ-Kreisleitung Frankfurt (Oder) gewechselt war, die nicht zum Zuständigkeitsbereich der Abteilung XVIII gehörte. Die Abteilung VIII war zuständig für die „Beobachtung, Ermittlung und Festnahme von Personen sowie Sicherung der Transitwege“ – also die Ermittlungsabteilung des MfS. Am 29. März 1978 verpflichtete sich Henschke handschriftlich zur Zusammenarbeit mit dem MfS als GMS und die Durchdringung des Verantwortungsbereiches unter dem Decknamen „Ingo Köhler“. Die Arbeit als inoffizieller Mitarbeiter endete am 23. Oktober 1978. Grund hierfür war der Besuch der Parteihochschule der SED seit September 1978, der einer hauptamtlichen Tätigkeit für die SED gleichkam. Wegen der klaren Über- und Unterordnung von SED und MfS war eine inoffizielle Zusammenarbeit mit SED-Kadern regelmäßig ausgeschlossen.
Henschke studierte ab September 1978 Gesellschaftswissenschaften an der Parteihochschule Karl Marx in Berlin und schloss es 1981 als Diplom-Gesellschaftswissenschaftler ab. 1984 verpflichtete er sich erneut als inoffizieller Stasi-Mitarbeiter. Mit Beschluss vom 29. August 1986 wurde jedoch die Archivierung des GMS-Vorgangs „Ingo Köhler“ bestätigt. Als Abbruchgrund ist dessen Berufung ins Sekretariat der SED-Bezirksleitung genannt. Bis 1989 übernahm er verschiedene hauptamtliche Funktionen in der Bezirksleitung der FDJ in Frankfurt (Oder). 
Nach der Wende und friedlichen Revolution in der DDR arbeitete Henschke 1990 zunächst als Geschäftsführer einer GBT GmbH beim Halbleiterwerk, bevor er im gleichen Jahr arbeitslos wurde. 1991 machte er sich schließlich mit einem Kurierdienst selbstständig und führte das Geschäft bis 1996 fort.
Von 1994 bis 2009 war er als Mitarbeiter von Abgeordneten des Landtages und des Bundestages seiner Partei tätig.
Henschke ist verheiratet und hat zwei Kinder.

## Politik
Henschke wurde 1972 Mitglied der SED. Von 1986 bis 1989 war er Mitglied des Bezirkstages in Frankfurt (Oder). Seit 1998 war er dort Mitglied der Stadtverordnetenversammlung. 2002 kandidierte Henschke als Kandidat des Wahlbündnisses „Gruppe 2002“ in Frankfurt (Oder) erfolglos als Oberbürgermeister. Zudem war er von 2003 bis 2005 stellvertretender Landesvorsitzender und ist seit 2008 Mitglied des Landesvorstandes seiner Partei.
Henschke war von 2009 bis 2014 Landtagsabgeordneter in Brandenburg.
Bei der Landtagswahl in Brandenburg am 27. September 2009 wurde Henschke im Landtagswahlkreis Frankfurt (Oder) direkt in den Landtag gewählt. Dort war er Mitglied des Ausschusses für Umwelt, Gesundheit und Verbraucherschutz und des Ausschusses für Wirtschaft sowie der Sprecher für Stadtentwicklungs-, Bau- und Wohnungspolitik seiner Fraktion. Nach der Landtagswahl in Brandenburg 2014 schied er aus dem Landtag aus.